# Цуда, Юкио
Юкио Цуда (яп. 津田 幸男 Цуда Юкио,  15 августа 1917, Кобе, Хёго, Японская империя — 17 апреля 1979) — японский футболист, вратарь, выступавший за Университет Кэйо, «Ист Джапан Хэви Индастриз» и национальную сборную Японии. Бронзовый призёр Азиатских игр 1951 года.

## Биография
Юкио начал заниматься футболом во время обучения в старшей школе Дайити Кобе. В 1933 году в составе школьной команды он стал победителем Всеяпонского чемпионата. После окончания школы Юкио поступил в Университет Кэйо и стал выступать за студенческую команду. В её составе он выиграл четыре Кубка Императора за семь сезонов. В 1942 году Юкио перебрался в «Ист Джапан Хэви Индастриз» (предшественник клуба «Урава Ред Даймондс»). Он выступал за эту команду восемь лет. В 1951 году Юкио вернулся в университетскую команду. Он провёл в её составе три сезона, дважды став обладателем Кубка Императора, а затем ушёл из футбола. 
Вратарь впервые сыграл за национальную сборную Японии ещё в 1938 году, однако до 1940 года он выступал исключительно в неофициальных матчах. 3 сентября 1939 года Юкио отстоял «на ноль» матч против сборной Маньжоу-го, ставший для его соперников первым в истории. Официальный дебют вратаря за японскую национальную команду состоялся 16 июня 1940 года: это была встреча в рамках Турнира 2600-летия Японской империи со сборной Филиппин, в которой он не пропустил ни одного мяча. Юкио защищал ворота сборной Японии и в других матчах турнира, однако они не были признаны ФИФА официальными из-за политической изоляции Маньчжоу-го и правительства Ван Цзинвэя. Следующие официальные игры за национальную команду Юкио провёл через одиннадцать лет: он был основным вратарём сборной Японии на Азиатских играх 1951 года, став их бронзовым призёром. Более Юкио не играл за сборную в официальных матчах. Свою последнюю игру за японскую национальную команду он провёл 14 июня 1953 года, пропустив 9 голов в неофициальной игре против западногерманского клуба «Киккерс Оффенбах».
17 апреля 1979 года Юкио скончался от болезни Паркинсона.

## Статистика выступлений за сборную Японии
| Матчи Цуды за сборную Японии | Матчи Цуды за сборную Японии | Матчи Цуды за сборную Японии | Матчи Цуды за сборную Японии | Матчи Цуды за сборную Японии       | Матчи Цуды за сборную Японии |
| №                            | Дата                         | Оппонент                     | Счёт                         | Соревнование                       |                              |
| ---------------------------- | ---------------------------- | ---------------------------- | ---------------------------- | ---------------------------------- | ---------------------------- |
| 1                            | 16 июня 1940                 | Филиппины                    | 1:0                          | Турнир 2600-летия Японской империи |                              |
| 2                            | 7 марта 1951                 | Иран                         | 0:0                          | Азиатские игры 1951                |                              |
| 3                            | 8 марта 1951                 | Иран                         | 2:3                          | Азиатские игры 1951                |                              |
| 4                            | 9 марта 1951                 | Афганистан                   | 2:0                          | Азиатские игры 1951                |                              |

Итого: 4 матча / 3 пропущенных гола; 2 победы, 1 ничья, 1 поражение.

## Достижения

### Командные
«Средняя школа Дайити Кобе»
- Победитель Всеяпонского чемпионата среди учащихся школ[яп.] (1): 1933

 «Университет Кэйо»
- Обладатель Кубка императора (6): 1936, 1937, 1939, 1940, 1951, 1952

 Сборная Японии
- Победитель Турнира 2600-летия Японской империи: 1940
- Бронзовый призёр Азиатских игр (1): 1951